# Kongregation vom Heiligen Kreuz
Die Kongregation vom Heiligen Kreuz (lateinisch Congregatio a Sancta Cruce, Ordenskürzel: CSC) ist eine römisch-katholische Kongregation.

## Überblick
Sie hat ihren Ursprung in den Wirren nach der Französischen Revolution. Ihr Gründer, der Selige Basile Antoine Moreau, war ein Priester der Diözese Le Mans. Auf Bitten des Bischofs übernahm er zusätzlich zur Leitung der Kongregation die Verantwortung für eine weitere Gemeinschaft von Brüdern, die 15 Jahre zuvor von einem Diözesanpriester begründet worden war. Moreau vereinigte beide Gemeinschaften im Jahr 1837 zu einer Kongregation, die bald internationale Verbreitung fand.
Die Kongregation besteht aus einem männlichen und einem weiblichen Zweig. Die heute internationale Brüdergemeinschaft umschließt Brüder und Priester. Ihre Tätigkeitsbereiche sind in der Glaubensverkündigung, in Schulen und Universitäten. Heute zählt die Gemeinschaft 1670 Priester und Brüder in 13 Provinzen, vor allem in Kanada, Algerien, USA (Mutterkirche Herz-Jesu-Basilika), sowie in Uganda, Tansania, Peru, Mexiko, Kenia, Indien, Haiti, Ghana, Chile, Brasilien und Bangladesch. Die Präsenz in Frankreich ist seit der politisch motivierten Ausweisung des Ordens 1903 nicht sehr ausgeprägt.
2010 wurde das erste Mitglied der Kongregation heiliggesprochen. Bruder André Bessette (1845–1937), der in Quebec als Pförtner gewirkt hatte, ist somit einer der bekanntesten Brüder vom Heiligen Kreuz.

## Generalsuperiore
1. Basile Antoine Moreau (1837–1866)
2. Pierre Dufal (1866–1868)
3. Edward Sorin (1868–1893)
4. Gilbert Français (1893–1926?)
5. James Wesley Donahue (1926–1938)
6. Albert-François Cousineau (1938–1950)
7. Christopher O’Toole (1950–1962)
8. Germain-Marie Lalande (1962–1974)
9. Tom Barrosse (1974–1986)
10. Claude Grou (1986–1998)
11. Hugh Cleary (1998–2010)
12. Richard Warner (2010–2016)
13. Robert Epping (2016–2022)
14. Paul Bednarczyk (2022-)[1]